# Sackville Tufton (7e comte de Thanet)
Pour les articles homonymes, voir Tufton.
Sackville Tufton, 7e comte de Thanet (11 mai 1688 – 4 décembre 1753), connu comme Sackville Tufton jusqu'en 1729, est un noble et homme politique britannique.

## Biographie
Tufton est le fils du colonel Sackville Tufton, cinquième fils de John Tufton (2e comte de Thanet). Sa mère est Elisabeth, fille de Ralph Wilbraham. Il siège comme député pour Appleby de 1722 à 1729, quand il succède à son oncle Thomas Tufton (6e comte de Thanet) dans le comté de Thanet et entre à la Chambre des lords. Il est shérif héréditaire de Westmorland de 1729 à 1753.
Lord Thanet épouse Marie, fille de William Savile (2e marquis d'Halifax), en 1722. Elle est décédée en juillet 1751. Thanet lui survit deux ans et il est mort en décembre 1753, âgé de 65 ans. Il est remplacé dans ses titres, par son fils aîné survivant, Sackville Tufton (8e comte de Thanet).